# Gøran Sørloth
Gøran Sørloth (* 16. Juli 1962 in Kristiansund) ist ein ehemaliger norwegischer Fußballspieler.

## Karriere

### Vereine
In der 1. Divisjon 1988 wurde Gøran Sørloth mit Rosenborg Trondheim norwegischer Meister und wechselte danach zu Borussia Mönchengladbach in die Fußball-Bundesliga. Nach einer Saison und fünf Einsätzen kehrte er zu Trondheim zurück und wurde drei weitere Mal norwegischer Meister. Anschließend spielte er für Bursaspor in der Türkei und für Viking Stavanger. Sein Sohn Alexander Sørloth spielt bei aktuell bei Atlético Madrid in der spanischen LaLiga.

### Nationalmannschaft
Gøran Sørloth absolvierte 55 Spiele für die Norwegische Fußballnationalmannschaft und schoss dabei 15 Tore. Er gehörte zum Kader bei der Fußball-Weltmeisterschaft 1994 in den Vereinigten Staaten. Er wurde beim letzten Gruppenspiel gegen Irland eingesetzt.